# 3367 Alex
Alex (asteróide 3367) é um asteróide da cintura principal, a 2,6045702 UA. Possui uma excentricidade de 0,06501 e um período orbital de 1 698,21 dias (4,65 anos).
Alex tem uma velocidade orbital média de 17,84547837 km/s e uma inclinação de 5,32134º.
Este asteróide foi descoberto em 15 de Fevereiro de 1983 por Norman Thomas.